# Ostensions limousines

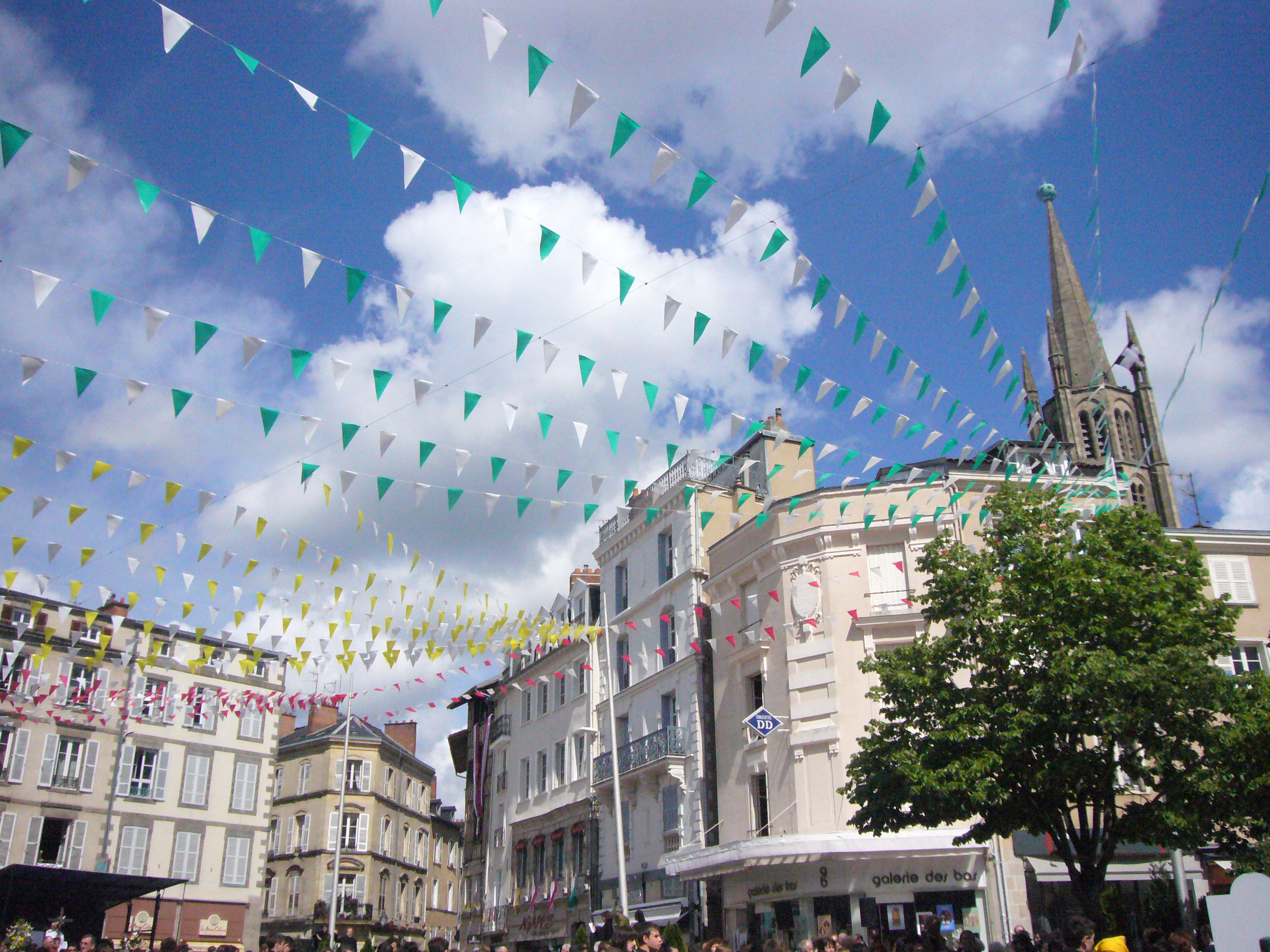
La place de la Motte, à Limoges, décorée pour les Ostensions 2009.

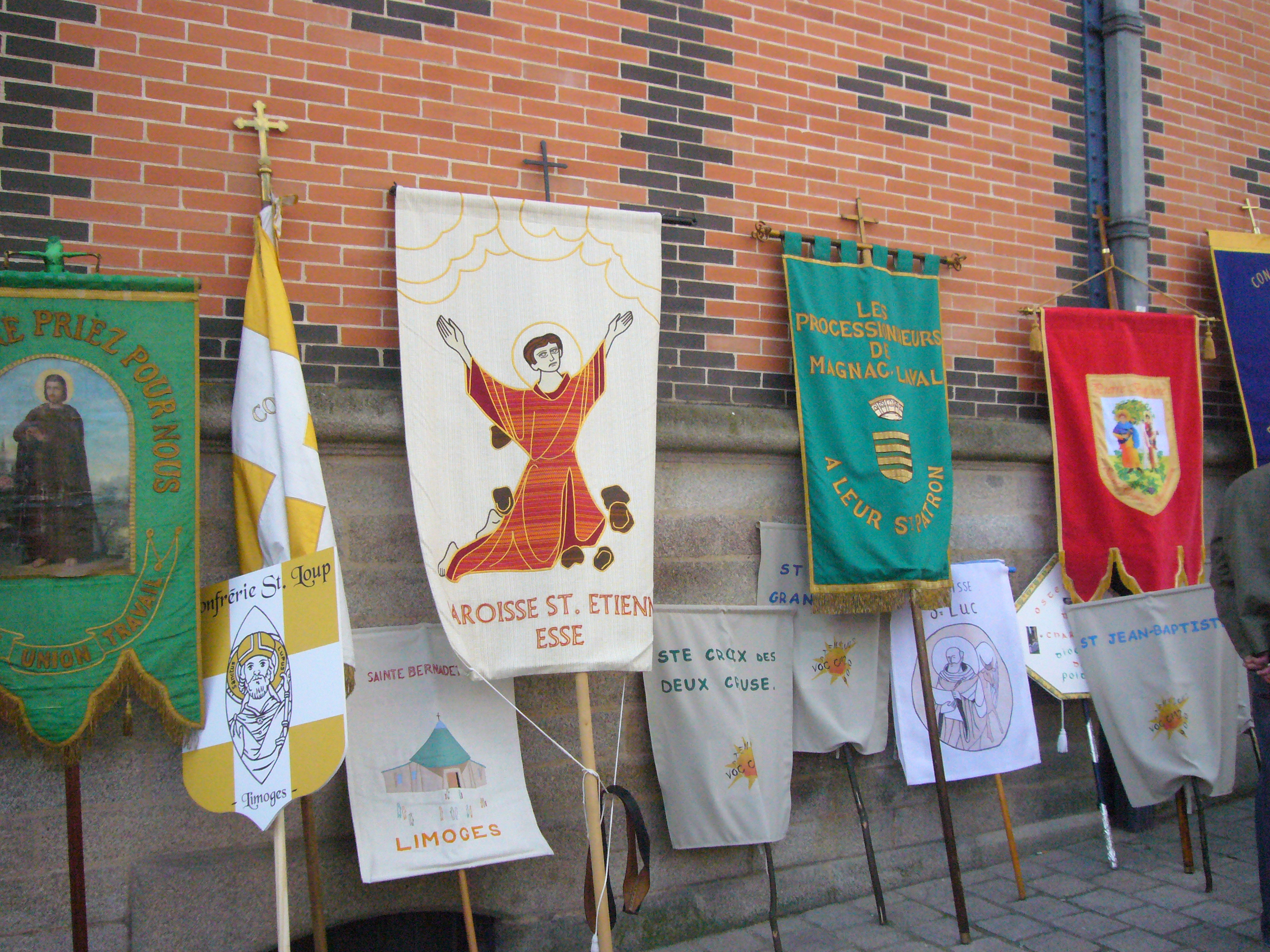
Quelques bannières des communes et paroisses ostensionnaires.

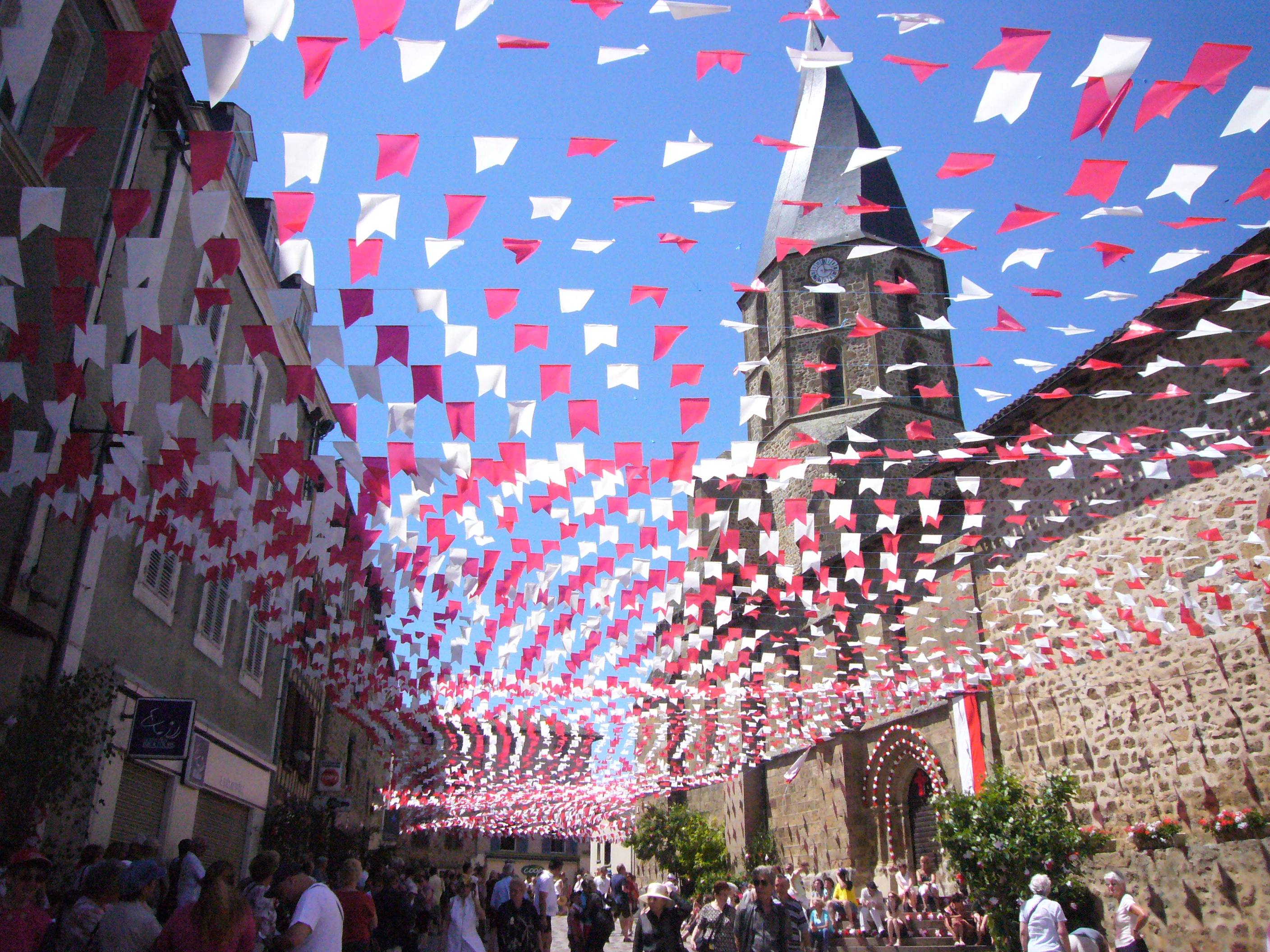
Décorations dans les rues de Rochechouart.

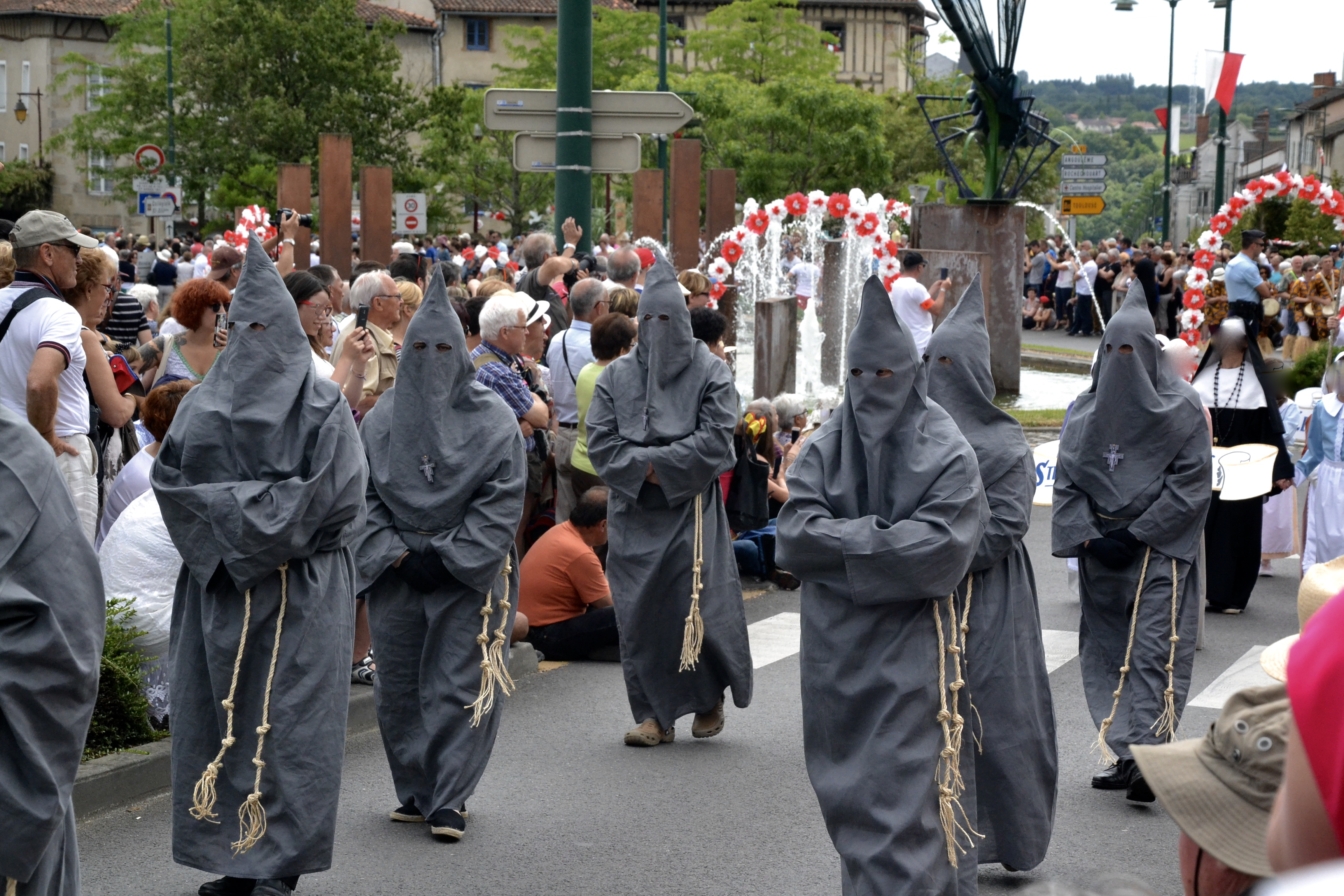
Procession des Pénitents bleus lors des Ostensions 2016 à Saint-Junien.

Les ostensions limousines sont une tradition religieuse et populaire remontant à la fin du Xe siècle, encore en vigueur au début du XXIe siècle. Elles ont lieu dans vingt communes du centre-ouest de la France, comprises essentiellement dans la région culturelle du Limousin, comprenant Limoges et d'autres localités, dont quinze dans la Haute-Vienne, mais aussi plus marginalement dans les départements voisines de la Charente, la Creuse et la Vienne. Elles se déroulent tous les sept ans, la dernière édition datant de 2023.
Les ostensions se caractérisent par un ensemble de cérémonies religieuses s'articulant autour de la vénération de reliques, comprenant principalement des messes et des processions mobilisant de nombreux fidèles, associations et bénévoles. La présence de dignitaires religieux (évêques, archevêques, représentants du Saint-Siège) est récurrente.
Le 4 décembre 2013, à Bakou en Azerbaïdjan, dans le cadre de sa huitième réunion annuelle, le Comité intergouvernemental pour la sauvegarde du patrimoine culturel immatériel vote l'inscription des ostensions septennales limousines sur la liste représentative du patrimoine culturel immatériel de l'humanité de l'Unesco, après que cette pratique rituelle a été inscrite à l'Inventaire du patrimoine culturel immatériel en France. Ce dossier a été tout particulièrement porté par Jacques Perot, conservateur du patrimoine et président de la Fédération des Confréries Limousines épaulé par les confréries, les comités ostensionnaires, ainsi que par les élus et les institutionnels de la région Limousin. Il existe en outre un débat portant sur la délimitation entre les dimensions cultuelle et culturelle des ostensions limousines.

## Historique

### Origines médiévales
La légende fixe l’origine de cette fête religieuse à l’an 994, alors que le Limousin, comme une grande partie de l’Aquitaine, se trouvait aux prises avec le mal des ardents, ou ergotisme, épidémie qui se déclenche à la fin des moissons. Cette intoxication est causée par la consommation de pain de seigle contaminé par un champignon parasite, l'ergot du seigle. Elle provoque une sensation d’atroce brûlure et d'hallucination (d’où l’appellation « ardent », du latin ardere, brûler), des crises de convulsions et des spasmes douloureux, des diarrhées, des paresthésies, des démangeaisons, des maux de tête, des nausées et des vomissements. Les malades ont également des hallucinations similaires en tout point à celles déclenchées par le LSD, et des troubles psychiatriques comme la manie ou la psychose.
Les chroniqueurs médiévaux ont décrit en plus le noircissement, la nécrose puis la chute des mains et des pieds chez les personnes atteintes. Les morts se comptent par centaines. En 994, cette maladie est perçue comme un châtiment de Dieu. À Limoges, les malades, venus implorer la protection divine, s’entassent dans les églises. Face à l’étendue du drame, l’évêque Hilduin et son frère Geoffroy, abbé de Saint-Martial, décident d’organiser un grand rassemblement autour des reliques de plusieurs saints limousins.
Des ambassadeurs sont envoyés dans toute l’Aquitaine pour convier les archevêques de Bordeaux et de Bourges, les évêques de Clermont, du Puy, de Saintes, de Périgueux, d’Angoulême et de Poitiers, à se réunir en concile à Limoges. Le 12 novembre 994, après trois jours de prières et de jeûne, le corps de saint Martial, premier des évêques de Limoges et protecteur de la cité, est levé de son tombeau, placé dans une châsse d’or, et porté en procession depuis la basilique du Sauveur (place de la République actuelle) jusqu’au mont Jovis (montis Gaudii), à l’extérieur des murailles. Cette colline porte ce nom qui signifie Mont de la joie depuis cette époque. Elle est située, aujourd'hui, en pleine ville de Limoges, dans le quartier Montjovis.
La procession est conduite par tous les prélats, les moines de l'abbaye de Saint-Martial, et Guillaume IV duc d’Aquitaine, suivis de nombreux pèlerins. Une foule immense se presse tout au long du parcours, peu à peu rejointe par des groupes de moines chargés de reliques venues de Figeac, Chambon, Salagnac, et de nombreuses autres paroisses. Arrivées sur la colline dominant la ville, les reliques des saints limousins sont offertes à la vénération de la population en détresse. Cette manifestation de masse est la toute première ostension (une appellation qui trouve son origine dans le verbe latin ostendere, qui signifie montrer, ou exposer, et qu’employa pour la première fois Bernard Itier, moine bibliothécaire de l’abbaye Saint-Martial, en 1211). Le 4 décembre, alors que le corps de saint Martial est ramené jusqu’à son tombeau, l’épidémie a cessé de sévir. Les chroniques de l’époque font état de plus de sept mille guérisons.

### Développement du rite
Le clergé, avec l’appui de Guillaume, duc d’Aquitaine, profite de ce fait exceptionnel et de cet inhabituel climat de ferveur pour conjurer un autre mal, jugé plus pernicieux que le mal des ardents : la guerre. Ils lancent alors un appel solennel au respect de la « Paix de Dieu », et amènent les seigneurs limousins à prêter serment, et à s’engager à faire régner la justice et la paix. La guerre doit être limitée aux combattants. Les populations et leurs biens doivent être respectés. Ceux qui ne respecteraient pas ces prescriptions seraient frappés d'interdit.
Au début du XIe siècle, le souvenir du miracle des Ardents, donne lieu à un récit, élaboré au sein de l’abbaye Saint-Martial, et reproduit ensuite dans une multitude de manuscrits. La pratique des ostensions est dans un premier temps reprise ponctuellement, sans date fixe, lors de la venue à Limoges d’un personnage important (saint Louis et Blanche de Castille en 1244, le pape Clément V en 1307, Louis XI en 1462, Henri IV en 1605) ou en cas de grandes catastrophes, guerres, épidémies. En 1518, l'usage s'établit de les rendre septennales (ostensions régulières tous les sept ans). Elles sont interrompues seulement en 1547 à cause de la peste puis durant la Révolution en 1799. Elles reprennent en 1806 et depuis, cette périodicité septennale s'est maintenue à travers crises politiques et bouleversements.
Les ostensions se déroulent sous la bienveillance particulièrement présente des confréries. La première est l’héritière de la confrérie dite du « Luminaire devant le Sépulcre », fondée à la fin du XIIe siècle. Plusieurs autres se sont ajoutées aux processions au fil des siècles : saint Aurélien, les porteurs de la châsse de saint Martial, saint Éloi, saint Israël et saint Théobald, saint Maximin, saint Étienne, saint Côme et saint Damien, enfin sainte Valérie.
En revanche, certains historiens tel Alain Corbin ont mis en évidence un certain détachement du clergé vis-à-vis de ce qu'on a pu appeler une « religion limousine » traditionnelle, celle des fontaines à dévotion et du culte des reliques dont les enquêtes du service régional de l'Inventaire ont permis de montrer la profusion. L'incompréhension a culminé au XIXe siècle. Une autre ambivalence limousine naît au XIXe siècle, entre une dévotion toute particulière aux saints et un anticléricalisme très marqué, qui toutefois ne vient pas renier la soumission au Christ mais témoigne du refus d'un clergé en porte-à-faux avec les réalités sociales et politiques de l'époque.

## Les Ostensions de nos jours
De nos jours, les Ostensions limousines sont des manifestations d'intérêt patrimonial, social et touristique, qui, comme le prouve l'intérêt que continue de lui porter l'Église, gardent une forte dimension religieuse. L'organisation de ces évènements mobilise les acteurs publics, le monde associatif et de nombreux particuliers. Les dernières ostensions septennales, 73e du nom, se déroulent d'avril à novembre 2023. Les prochaines se dérouleront en 2030.

### Organisation

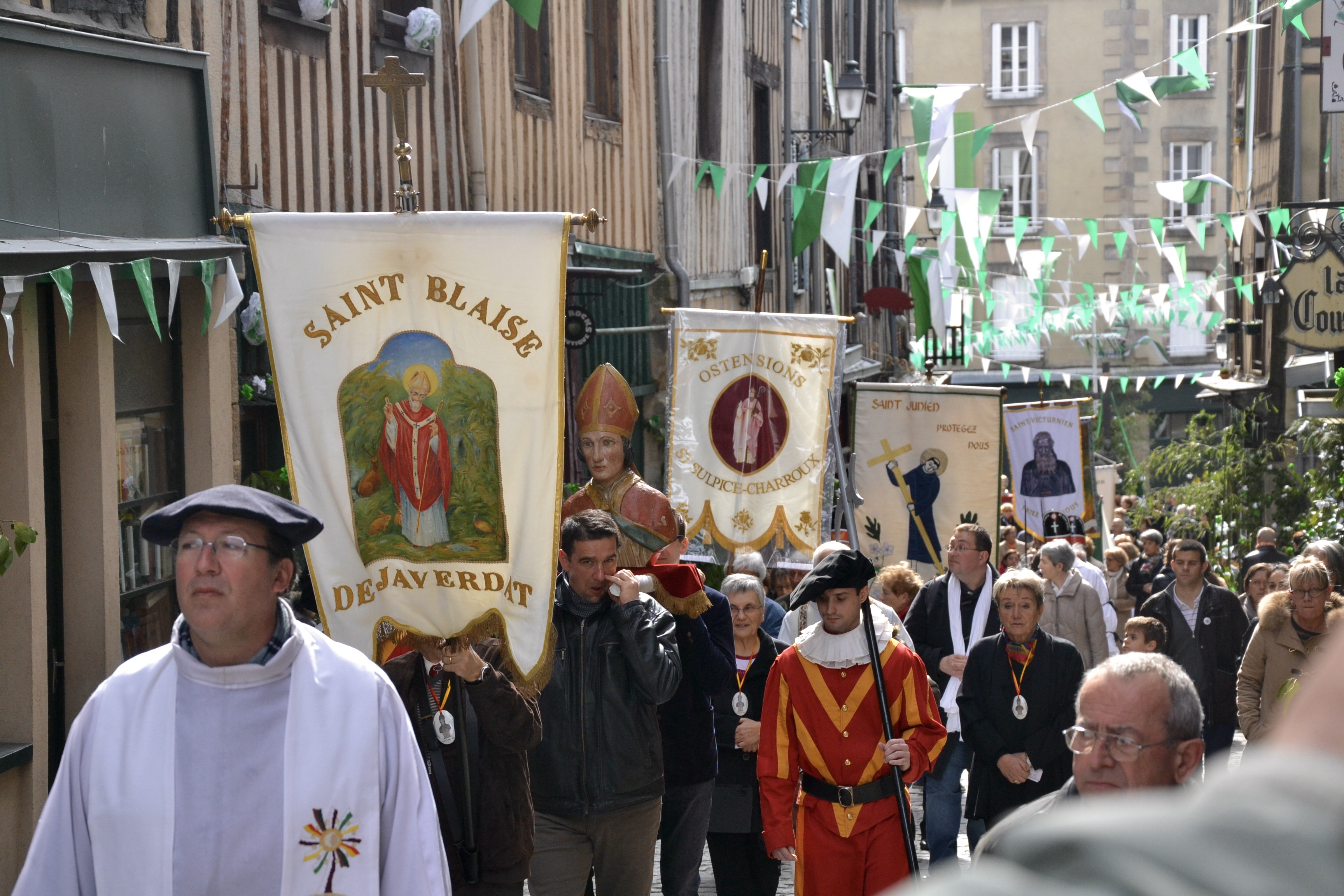
Procession des Ostensions à Limoges en 2016.

C'est à Limoges que débutent les Ostensions septennales,, par la « reconnaissance des chefs ». La châsse de saint Martial est ouverte conjointement par le maire de la ville, l'évêque, le curé de Saint-Michel-des-Lions et le premier bayle de la grande confrérie de saint Martial. Dans un second temps sont sorties de leurs châsses les chefs de saint Loup et de saint Aurélien. Une procession aux flambeaux s'étire ensuite jusqu'à la cathédrale Saint-Étienne.
Le dimanche qui suit, le Primat des Gaules et archevêque de Lyon célèbre une messe d'ouverture. La tenue des ostensions limougeaudes est encadrée par la montée et la descente du drapeau amarante et blanc en haut de l'église Saint-Michel-des-Lions.

### Les communes ostensionnaires

Carte des communes ostensionnaires.

Vingt communes célèbrent les Ostensions limousines :
- Abzac : ancien prieuré-cure du diocèse de Limoges connu pour ses ostensions septennales des saints Lucius et Emerite qui débutent le lundi de Pâques[10].
- Aixe-sur-Vienne[11] : la ville célèbre Notre-Dame-d'Arliquet et son saint patron Alpinien, compagnon de saint Martial.
- Aureil[11] : ce village, situé à quelques kilomètres de Limoges, célèbre son fondateur saint Gaucher[12] et son disciple saint Faucher qui vécurent au XIe siècle.
- Chaptelat[11] : le village célèbre son plus célèbre habitant, saint Éloi de Noyon[12], conseiller du roi Dagobert, fondateur de Solignac en 632 et évêque de Noyon et de Tournai.
- Charroux, unique commune ostensionnaire de la Vienne.
- Crocq dans la Creuse, qui vénère saint Éloi (un triptyque retraçant la vie de ce saint est d'ailleurs visible dans la chapelle Notre-Dame-de-la-Visitation au cœur du bourg).
- Esse[11] : ce petit village de la Charente limousine qui abrite le seul musée limousin consacré au phénomène ostensionnaire vénère le protomartyr saint Étienne.
- Eymoutiers : Selon la tradition, l’occupation du site de la ville remonte à la fondation d’un monastère, au Xe siècle, sur le tombeau du saint ermite Psalmet, venu d’Irlande se retirer dans la forêt de Grigeas.
- Guéret, préfecture de la Creuse. Lors des Ostensions, trois saints y sont vénérés : Pardoux, Roch et Valéric.
- Javerdat[11] : les paroissiens vénèrent saint Blaise.
- Le Dorat[11] : la capitale de la Basse Marche honore deux chanoines du XIe siècle, saint Israël et saint Théobald[12].
- Limoges[11] : elle ouvre les cérémonies ostentionnaires où se réunissent les communes alentour mais aussi les représentations des paroisses ostentionnaires. On y célèbre saint Martial (1er évêque de Limoges), saint Aurélien (son successeur), saint Loup (évêque de Limoges au VIIe siècle) et sainte Valérie.
- Nexon[11] : on y vénère saint Ferréol, évêque de Limoges du VIe siècle.
- Pierre-Buffière : on y célèbre saint Côme et saint Damien, frères qui pratiquaient la médecine gratuitement.
- Rochechouart[11] : la cité des vicomtes vénère saint Julien de Brioude, soldat romain martyrisé sous Dioclétien, en 304.
- Saint-Junien[11] : la ville de la ganterie honore saint Junien du Limousin et son maître saint Amand de Coly[12] qui s'étaient retirés dans l'antique forêt de Comodoliac au Ve siècle.
- Saint-Just-le-Martel[11] : ce bourg de la banlieue limousine vénère saint Just, un petit berger qui vécut auprès du grand saint Hilaire de Poitiers au Ve siècle.
- Saint-Léonard-de-Noblat[11] : les Miaulétous célèbrent leur saint fondateur, saint Léonard[12], ermite franc du Ve siècle.
- Saint-Victurnien[11] : on y célèbre le patron de la petite ville, Victurnien[12] dont la légende raconte qu'il serait venu d'Écosse pour vivre en ermite en Limousin.
- Saint-Yrieix-la-Perche[11] : la cité célèbre son fondateur, Aredius, ermite du VIe siècle, qui fonda un monastère à Attane, futur Saint-Yrieix.

Chaque localité a un cérémonial traditionnel donnant lieu à des fêtes religieuses à caractère folklorique.

### Impact et médiatisation
Les Ostensions limousines sont une tradition populaire dont les aspects identitaires et conviviaux permettent de mobiliser localement des confréries qui préparent les évènements longtemps à l'avance, afin de présenter dans les meilleures conditions des statues et reliquaires magnifiquement décorés et entretenus. Leur importance traditionnelle, et les foules qu'elles attirent, a conduit les élus communaux, départementaux et régionaux, même dans les bastions historiques du communisme limousin, à subventionner ces confréries.

## Controverse juridique à propos des subventions
L'origine cultuelle de cet évènement populaire a fait naître, localement, en 2009 un débat juridique en raison de son subventionnement par des collectivités locales. Pour l'organisation des Ostensions 2009, les pouvoirs publics locaux, dont le Conseil régional du Limousin, ont attribué une somme totale de 68 300 euros à deux municipalités (Le Dorat et Nexon) et onze confréries, comités d’ostensions et associations organisatrices. Sur demande du tribunal administratif de Limoges saisi par treize militants politiques de mouvements laïques, invoquant le non-respect de la Loi de séparation des Églises et de l'État, le tribunal administratif de Limoges a demandé le remboursement de cette aide.
Cette décision de justice, pourtant solidement étayée, a surpris les partisans de ces subventions, qui affirmaient « l'intérêt historique, culturel, touristique et économique non négligeable » des manifestations. Le président de la Fédération des confréries limousines estime que les Ostensions possèdent conjointement « les dimensions religieuse, patrimoniale et conviviale ». La région a fait valoir sa précaution d'avoir ôté des budgets prévisionnels présentés les éléments religieux comme les messes et les bénédictions.
Le conseil régional a fait partie des collectivités qui envisageaient de faire appel de la décision (décision prise à la quasi-unanimité de la commission permanente), suivie par la commune du Dorat et la Grande Confrérie de Saint Martial. Refusant, pour sa part, de porter la défense du maintien des Ostensions sur le terrain de l'action judiciaire, le conseil général de la Haute-Vienne renonce à cette procédure en janvier 2010. Ce choix n'a été condamné que par la Fédération départementale de la Libre-pensée, à l'origine de l'action en justice, soutenue par les élus politiques écologistes et d'extrême gauche (Europe Écologie, Front de gauche et NPA) du conseil régional.
Si la région renonce dans un premier temps à soulever la question prioritaire de constitutionnalité, qui revenait à remettre en question l'article 2 de la loi de séparation des Églises et de l'État, la décision du tribunal administratif de Limoges est confirmée par la cour administrative d'appel de Bordeaux en janvier 2011. Les associations Grande confrérie de Saint Martial, Confrérie de Saint Éloi en Limousin et Comité des ostensions de Saint Victurnien se pourvoient en Conseil d'État pour faire tenter de faire annuler l'arrêt de la cour d'appel. Elles sont déboutées le 15 février 2013, le conseil d'État validant le jugement de la cour administrative d'appel de Bordeaux qui confirme le caractère essentiellement cultuel des Ostensions. Entre-temps, l'association organisatrice des ostensions à Eymoutiers s'est dissoute et reformée sous le nom « Les Amis de Psalmet », omettant le mot « saint ». L'inscription des Ostensions au patrimoine immatériel de l'humanité en décembre 2013 par l'UNESCO ne semble rien devoir changer au caractère non subventionnable de ces manifestations cultuelles.
Pour autant, dans le cadre de la préparation des élections municipales au printemps 2014 à Limoges, ceci n'a pas empêché la fédération de la Libre pensée Haut-Viennoise d'adresser à tous les candidats un questionnaire leur demandant s'ils accorderaient ou non une aide matérielle ou financière pour la tenue des prochaines ostensions de 2016.